# Jilted Janet
Jilted Janet è un film muto del 1918 diretto da Lloyd Ingraham. Prodotto dalla American Film Company, aveva come interpreti Margarita Fischer, Jack Mower, Edward Peil Sr., Golda Madden.

## Trama

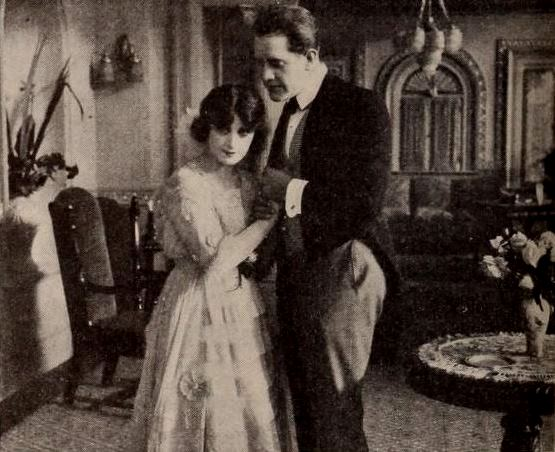
Margarita Fischer e Jack Mower

Piantata da Ernest Morgan per la ricca Suzette Sparks, Janet Barnes ci resta male e, per ripicca, gli manda una cartolina che ritrae una bellissima tenuta, scrivendo al suo ex spasimante che quella è adesso casa sua, mentre, in realtà, si tratta della foto della residenza del suo vicino. Ernest, in viaggio di nozze, le annuncia una sua visita insieme alla moglie. Per sostenere la bugia, Janet si mette d'accordo con i custodi per potere usare la villa, approfittando dell'assenza di Graham, il padrone di casa. Quando i due arrivano, Janet si comporta in maniera talmente altera e regale che Ernest comincia a pensare di avere fatto male a lasciarla, pentendosi di averla ingannata. Nel frattempo, arriva anche Graham che, con sorpresa, si vede la casa invasa: venendo a conoscenza dello stratagemma di Janet, a insaputa della ragazza decide di assecondarla e partecipa attivamente al gioco, fingendo di essere il maggiordomo. Quando Ernest cerca di fare l'amore con Janet, lei lo butta nel lago. La coppia di novelli sposi, allora, se ne va via, irritata. Graham, che si è innamorato di Janet, alla fine le rivela chi lui sia in realtà. Le chiede anche di sposarlo, facendola diventare veramente, in questo modo, la padrona della bella casa.

## Produzione
Il film fu prodotto dalla American Film Company. Una fonte accredita come autrice del soggetto Helen Starr.

## Distribuzione
Distribuito dalla Mutual, il film uscì nelle sale statunitensi l'11 febbraio 1918. Il 29 settembre 1919, fu distribuito in Svezia con il titolo Lånta fjädrar. In Danimarca uscì il 25 giugno 1920 come Den forsmaaede Miss Jackie; in Francia, come Gavrochinette.